# Cunard Line

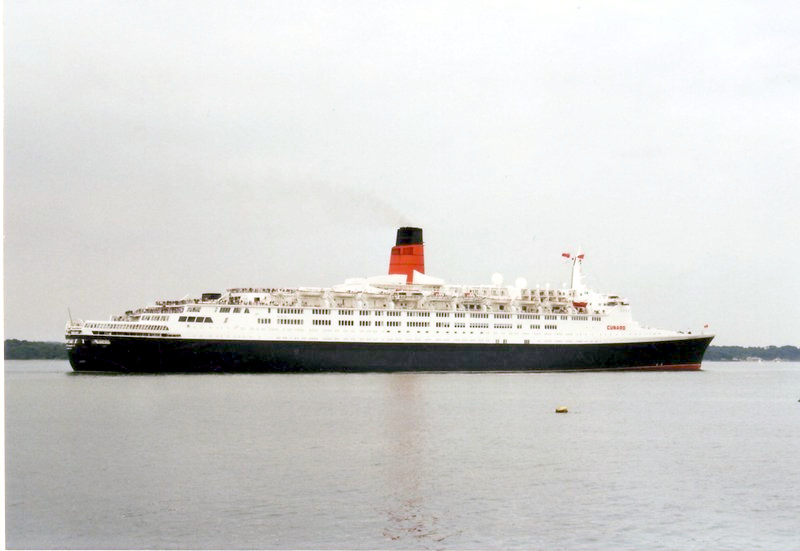
El Queen Elizabeth 2, un vaixell de la companyia

Cunard Line (entre el 1934 i el 1949 Cunard White Star Line) és una companyia naval britànica propietària dels transatlàntics RMS Queen Elizabeth 2, RMS Queen Mary 2 i el creuer MS Queen Victoria. Actualment, la Cunard Line té les seves seus principals a Santa Clarita (Califòrnia, Estats Units); i a Londres (Regne Unit).

## Història

### Des del seu naixement fins al 1900

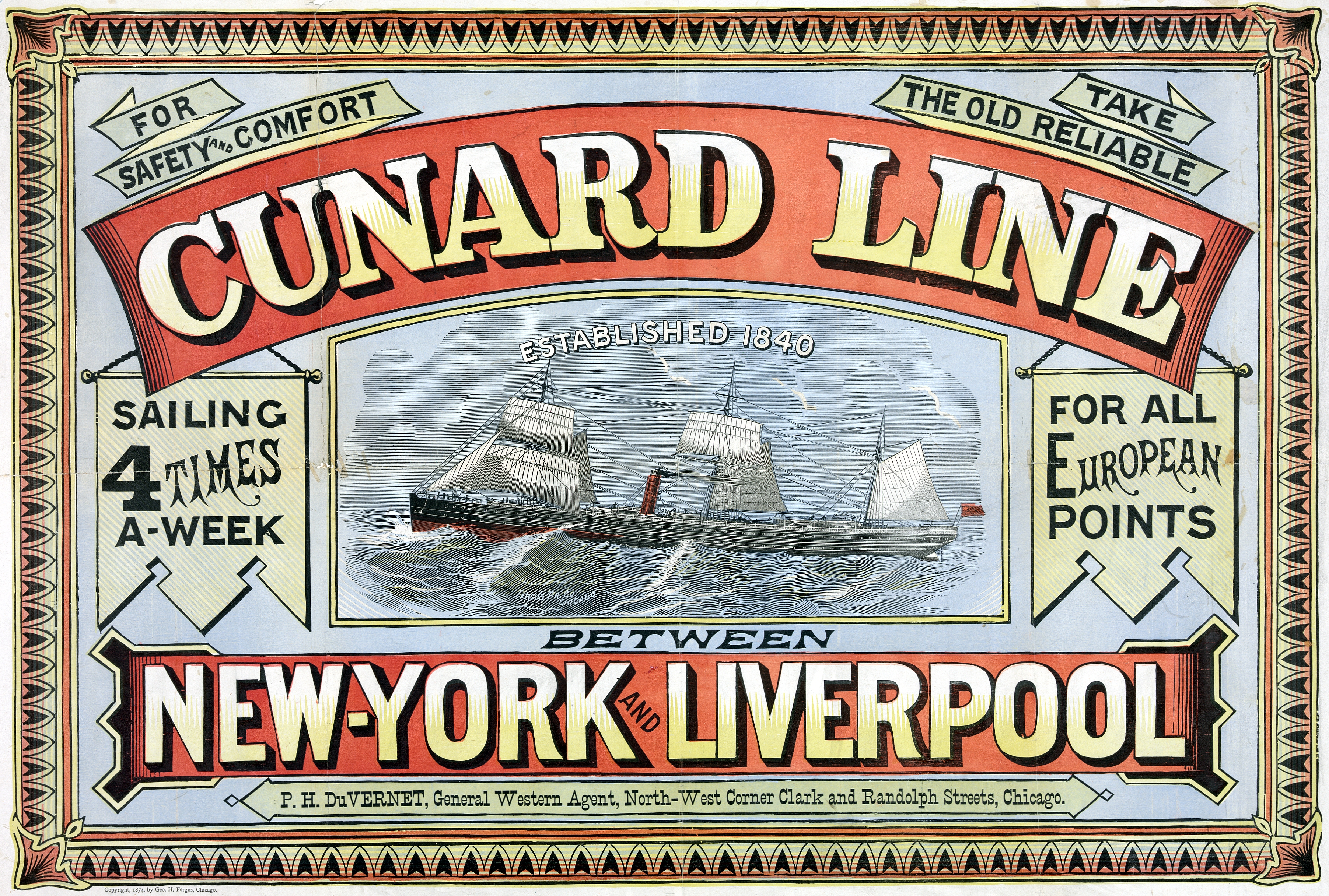
Cartell de la Cunard Line, 1875

La Cunard Line fou fundada el 1838 pel magnat Samuel Cunard, nadiu de Halifax, Nova Escòcia, Canadà, juntament amb els britànics Robert Napier, James Donaldson, Sir George Burns i David Mac Iver amb el nom de British and North American Royal Mail Steam Packet Company.
La companyia es feu coneguda ràpidament i signà un contracte per fer viatges del Regne Unit als Estats Units -obtenint-ne el títol RMS (Royal Mail Ship) per avantposar els noms dels seus vaixells. Més endavant, la companyia canvià el seu nom a Cunard Steamships Ltd”.
El maig del 1840 el vaixell de 648 tone SS Unicorn es convertí en el primer vaixell de vapor de la companyia i, alhora, realitzà el primer viatg transatlàntic.
Sota la direcció del capità Douglas, portà vint-i-quatre passatgers, inclòs Edward Cunard (el fill d'en Samuel) en un viatge de catorze dies a una velocitat de vuit nusos, complint el tractat de creuar en quinze dies. El primer viatge amb passatgers i oficials com a viatge comú es realitzà amb el Britannia, el primer vaixell contractat per la companyia. El 4 de juliol del 1840 aquest vaixell viatjà des de Liverpool fins a Halifax, arribant-hi en dotze dies per després anar cap a Boston en dos dies.
La Cunard Line enfrontà molts competidors de la Gran Bretanya, França, Estats Units i Alemanya, però sobrevisqué a tots ells. Això va ser principalment a causa de la prioritat que tenia la companyia per la seguretat dels vaixells. Els vaixells de la Cunard Line no eren els més grans, però sí els més ràpids, guanyant-se llur reputació per ser fiables i segurs. La pròspera companyia va absorbir, eventualment, la Canadian Northern Steamships Ltd i la White Star Line, propietaris dels vaixells més luxoso contruïts fins llavors: RMS Titanic, RMS Olympic i l'HMHS Britannic.

### Del 1900 al 2000
Entre el 1914 i el 1918, la Cunard Line construí les seves seus principal a Europa, a Liverpool.
Durant més d'un segle i mig, la Cunard Line dominà el transportament de passatgers i fou una de les més importants empreses amb la majoria dels seus vaixells construïts a les drassanes de John Brown, a Clydebank, Escòcia. També jugà paper importants en el desenvolupament de l'economia mundial i participà en la majoria de les guerre en les que participà la Gran Bretanya com la Guerra de Crimea o la Guerra de les Malvines, on el vaixell portacontenidors de la Cunard Line, Atlantic Conveyor, fou enfonsat per un míssil Exocet.
La companyia començà a decaure a la dècada del 1950, quan els vols aeris començaren a substituir els vaixells en el transportament de viatgers a travé de l'Atlàntic. La Cunard Line tractà el 1962 de fusionar-se i crear la BOAC-Cunard Ltd amb la British Overseas Airways Corporation per operar serveis de vol cap a Amèrica del Nord, el Carib i Amèrica del Sud. Aquesta fusió va dissoldre's el 1966.
El 1971, la Cunard Line fou adquirida per la companyia industrial britànica Trafalgar Houe, que va tenir la companyia fins qu aquesta fou absorbida pr Kvaerner el 1996.
El 1983, la Cunard Line va prendre sota la seva responsabilitat la línia de creuers de luxe Norwegian America Line i el 1994, la d'una altra companyia de luxe: Royal Viking Line.
El 1998 la Cunard Line es convertí en una de les línies adquirides per Carnival Corporation, actual Carnival Corporation & PLC.

### A partir del 2000
Durant gran part i finals del segle XX i a començament del XXI l'únic vaixell de la companyia que feu viatges transatlàntics fou el Queen Elizabeth 2. A partir del 2004 el vaixell fou limitant-se als serveis de creuer (en la seva majoria del Regne Unit) i al creuer anual pel món, mentre que la ruta transatlàntica fou absorbida pel nou Queen Mary 2, el primer transatlàntic construït amb la major capacitat de passatgers en qualsevol tipus de navili construït. El 2006, el transatlàntic va perdre el rècord del vaixell més gran de passatgers, que se'l va emportar el Freedom of the Seas, tot i que el Queen Elizabeth 2 segueix sent el transatlàntic més luxós de la Cunard Line.
L'1 de gener del 2005, el negoci, le responsabilitats i els recursos de la Cunard Line Ltd foren traslladats a Carnival Corporation & PLC, per posar fi a la Cunard Line com a entitat de negocis –el nom encara apareix al lateral del Queen Mary 2, però la companyia és controlada per Princess Cruises, a Califòrnia.
Entre els seus vaixells més coneguts destaquen el RMS Carpathia, el vaixell que ajudà el RMS Titanic. El RMS Lusitania i el RMS Mauretania, que en llur època foren els més grans i ràpids, com també els més popular de la companyia.